# 平沼恭四郎
平沼 恭四郎（ひらぬま きょうしろう、1908年（明治41年）1月16日 - 1991年（平成3年）1月19日）は、三明商事創立者、大協石油取締役などを務めた実業家。無窮会理事長。衆議院議員平沼赳夫の実父で、首相を務めた平沼騏一郎は義父。

## 来歴・人物
群馬県知事、特許局長官などを歴任した内務官僚中川友次郎、貞以夫妻の四男として東京に生まれる。
開成中学校から慶應義塾大学予科へ進み、1931年（昭和6年）経済学部を卒業。産業組合中央金庫（現農林中央金庫）に入り、札幌支店へ勤務。1936年（昭和11年）平沼騏一郎の兄である平沼淑郎の孫娘・飯田節子と結婚。媒酌人は終戦直後の枢密院議長であった清水澄博士夫妻。農林中金を退職し、三井生命へ移る。1937年（昭和12年）長女宣子が誕生（無窮会理事長の筧正夫の妻となる）。1939年（昭和14年）長男の赳夫誕生を機に、一家養子の形で妻子と共に妻の大叔父・騏一郎の養子となり、姓を中川から平沼に変える。終戦間近に召集がかかり海軍二等水兵として横須賀海兵団に入隊。
終戦の翌年である1946年（昭和21年）には、騏一郎がA級戦犯として巣鴨拘置所に拘置され、恭四郎が平沼家の全てを担うことになったが財産がGHQにより封鎖され三井生命ではまかなうことが出来なかったため、物不足の世の中に目を付けて端裂れを専門に扱う三明商事という商社を設立し社長。1947年（昭和22年）、事業をするかたわら、騏一郎が創立した正明中学校（拓殖大学第一高等学校の前身校の一つ）の学校経営を引受け、校長となる。騏一郎と親交のあった大協石油の創立者・高橋真男の招きで朝日商販という大協石油の販売会社に役員待遇で入社して石油販売の第一線に立つ。朝鮮特需で成功し、大協石油本社の課長として入社し、その後、管理部長、人事部長、総務部長と歴任、志願して四日市製油所へ移り製油所次長、製油所長、取締役となる。高度経済成長で飛躍を遂げたが、同時に、公害問題も問題視（四日市喘息）され、日本として最初の環境問題に企業側として取組む。本社に戻り、総務担当の筆頭常務として65歳まで務め、退職後朝日商販株式会社の社長、無窮会の理事長に就任。この頃、息子の赳夫が岡山を選挙区として政治家を志す。胃癌を克服したが、肝臓癌がひろがり1991年（平成3年）に没する。83歳。戒名は信受院法利日恭居士。恭四郎が理事長を務めていた財団法人無窮会の常任理事・大乗院住職の 戸田浩暁が戒名を担当した。

## 系譜
```
　　　　　飯田信臣……飯田包亮
　　　　　　　　　　　　┃
　　　　　　　　　　　　┣━━節子
　　　　　　　　　　　　┃　　　┃
　　　　┏平沼淑郎━━廣女　　　┃
　　　　┃　　　　　　　　　　　┃
　　　　┃　　　　　　　　　　　┃　　　┏宣子
平沼晋━┫　　　　　　　　　　　┣━━━┫
　　　　┃　　　　　　　　　　　┃　　　┗平沼赳夫
　　　　┃　　　　　　　　　　　┃　　　　　┃
　　　　┣平沼騏一郎…┏━平沼恭四郎　　　　┃　
　　　　┃　　　　　　┃　（中川）　　　　　┃　　　　
　　　　┗藝子　　　　┃　　　　　　　　　　┃　　　┏男　　　
　　　　　　　　　　　┃　　　　　　　　　　┃　　　┃
　　　　中川友次郎　　┃　　　　　　　　　　┣━━━╋男　　　　
　　　　　　┣━━━━┛　　　　　　　　　　┃　　　┃　
　　　　　貞以　　　　　　　　　　　　　　　┃　　　┗女
　　　　　　　　　　　　　　　　　　　　　　┃　
　　　　　　　　　　　　　　　　　　　　　　┃
　（将軍）　　　　　　　　　　　　　　　　　┃
　徳川慶喜━━徳川慶久━┳徳川慶光━━━┳真佐子
　　　　　　　　　　　　┃　　　　　　　┃
　　　　　　　　　　　　┗喜久子　　　　┗徳川慶朝
　　　　　　　　　　　　　　┃
　　　　　　　　　　　　高松宮宣仁親王

```